# Olivier Maillard
Pour les articles homonymes, voir Maillard.
Olivier Maillard, né vers 1430 dans le duché de Bretagne (probablement à Yvignac-la-Tour, au Bois du cordelier) et mort le 13 juin 1502 près de Toulouse, est un moine franciscain et prédicateur français. Il est frère cordelier. 

## Biographie
Olivier Maillard est un docteur en théologie de l'université de Paris, prédicateur célèbre à la fin du XVe siècle pour ses sermons, comme celui de 1485 à Orléans devant la cour ducal : la foule se presse jusque sur les toits pour l'écouter. Ses sermons dénoncent notamment la corruption du clergé. À Paris, il vient prêcher à la paroisse Saint-Jean-de-Grève et s'en prend aux moines et prend saint Anselme comme modèle : « Ô pauvres pécheurs, saint Anselme était moine ; il ne mangeait pas de viande ; il n'avait pas de prostituées dans sa chambre, à pain et à pot ; il n'était pas propriétaire. » 
Il est élu en 1487 vicaire général de l'ordre des Cordeliers en France. 
En 1502, à Paris, il tente avec d'autres observants en vain de chasser du grand couvent des cordeliers les conventuels, qui se mettent alors à chanter à tue-tête des psaumes.  
La Borderie divise les œuvres de Maillard en deux grands ensembles, les Œuvres latines, recueil de 518 sermons, et les Œuvres françaises, qui se partagent entre prose et poésie. 